# Journal Europaischer Orchideen
Journal Europaischer Orchideen (abreviado J. Eur. Orchid.) es una revista con ilustraciones y descripciones botánicas que es editada en Baden-Württemberg  desde 1994 hasta ahora. Fue precedida por Mitteilungsblatt, Arbeitskreis Heimische Orchideen Baden-Württemberg.